# Ладыгин, Борис Иванович
Борис Иванович Ладыгин (29 января 1896, Сквира, Киевская губерния — 31 октября 1981) — учёный в области дорожного строительства. Член-корреспондент Национальной академии наук Белоруссии (1959), доктор технических наук (1957), профессор (1958). Заслуженный работник высшей школы РСФСР. Дочь Ольга Борисовна Ладыгина — советский и белорусский архитектор.

## Биография
Окончил Петербургский государственный университет путей сообщения в 1921 году. С 1926 года консультант строительно-транспортной секции Госплана БССР, с 1929 года начальник сектора Главдортранса БССР, в 1931—1938 годах заведующий секцией Белорусского научно-исследовательского автодорожного института. С 1938 года ассистент, доцент, с 1946 заведующий кафедрой, в 1951—1953 годах декан, профессор Саратовского автомобильно-дорожного института. С 1958 г. заведующий кафедрой, с 1966 г. профессор-консультант Белорусского политехнического института.

## Научная деятельность
Работы в области строительства и совершенствования дорожных покрытий. Разработал принципы классификации грунтов и составил карты типичных грунтов Белоруссии. Определил условия технико-экономической целесообразности применения местных каменных материалов и, в частности, слабых песчаников в дорожном строительстве. Сформулировал условия выносливости и прочности бетона, систематизировал их показатели.
Автор 59 научных работ, 84 изобретений.

### Основные труды
- Основы прочности и долговечности дорожных бетонов. Соч.: Изд-во МВСС и ПО БССР, 1963.
- Строительство автомобильных дорог. Соч.: Высшая школа, 1965 (в соавт.).
- Прочность и долговечность асфальтобетона. Соч.: Наука и техника, 1972 (в соавт.).